# Generalinspekteur der Bundeswehr
Der Generalinspekteur der Bundeswehr (GenInspBw) ist der ranghöchste Soldat der Bundeswehr, truppendienstlicher Vorgesetzter aller Soldaten der Streitkräfte sowie deren höchster militärischer Repräsentant. Er ist der militärische Berater des Bundesministers der Verteidigung sowie der Bundesregierung. Zu seinem Verantwortungsbereich zählen die Gesamtkonzeption der militärischen Verteidigung, einschließlich der Planung und der Weiterentwicklung sowie die Führung der Streitkräfte. Ihm unterstehen der Inspekteur des Heeres, der Luftwaffe, der Marine, des Cyber- und Informationsraums, der Befehlshaber des Unterstützungskommandos der Bundeswehr unmittelbar sowie weitere ihm direkt unterstellte Dienststellen der Bundeswehr.
Generalinspekteur der Bundeswehr ist seit 17. März 2023 General Carsten Breuer.

## Position und Befugnisse
Dienstsitz des Generalinspekteurs ist das Verteidigungsministerium im Bendlerblock in Berlin.
Der Generalinspekteur wird vom Bundespräsidenten auf Vorschlag des Bundesverteidigungsministers ernannt, seine Amtszeit ist jedoch nicht von der des Bundesministers der Verteidigung abhängig.
Der Generalinspekteur ist truppendienstlicher Vorgesetzter aller Soldaten der Streitkräfte (siehe Vorgesetztenverordnung) und auch aller dort eingesetzten zivilen Mitarbeiter. Er ist Teil der Leitung des Bundesministeriums der Verteidigung (BMVg). Zur Leitung des Verteidigungsministeriums gehören unter dem Bundesminister zwei parlamentarische und zwei beamtete Staatssekretäre. Diesen ist der Generalinspekteur jedoch aufgrund des Primats der Politik untergeordnet.
Als ranghöchster Soldat der Bundeswehr sind dem Generalinspekteur die Streitkräfte in jeder Hinsicht unterstellt. Damit kann er verbindliche Grundlagen für alle Soldaten der Bundeswehr festlegen, unabhängig von ihrer Zugehörigkeit zu einem jeweiligen Organisationsbereich.
Seit 1970 steht dem Generalinspekteur ein Brigadegeneral als Beauftragter für Erziehung und Ausbildung zur Seite, der das Inspektionsrecht des Generalinspekteurs in der Truppe in Fragen der Erziehung, Ausbildung und Inneren Führung vollzieht.

## Geschichte

### Generalinspekteure seit 1957
Am 1. Juni 1957 wurde mit General Adolf Heusinger der erste Generalinspekteur der am 12. November 1955 gegründeten Bundeswehr berufen. Erster Stellvertreter des Generalinspekteurs war seit 1964 Generalleutnant Gustav-Adolf Kuntzen.
1972 wurde als erster Admiral Armin Zimmermann Generalinspekteur und 1976 mit General Harald Wust der erste  Luftwaffenoffizier. Mit elf Amtsinhabern wurde der Großteil der Generalinspekteure von der Teilstreitkraft Heer gestellt; jeweils zwei Inspekteure kamen von Luftwaffe und Marine.
Die bisher längste Amtszeit hatte Volker Wieker inne (3009 Tage), gefolgt von Wolfgang Schneiderhan mit 2705 Tagen und Ulrich de Maizière (2045 Tage). Die kürzeste Amtszeit hatte Hans-Peter von Kirchbach mit 456 Tagen inne.

### Blankeneser Erlass 1970
Am 21. März 1970 unterschrieb der Bundesminister der Verteidigung Helmut Schmidt anlässlich einer Tagung an der Führungsakademie der Bundeswehr den Blankeneser Erlass. Dieser regelte erstmals die Stellung und Befugnisse des Generalinspekteurs und definierte ihn als „Gesamtverantwortlichen für die Bundeswehrplanung im Verteidigungsministerium“.

### Berliner Erlass 2005
Am 21. Januar 2005 wurde der Blankeneser Erlass vom Bundesverteidigungsminister Peter Struck durch den Berliner Erlass ergänzt, der die militärische Spitzengliederung im Verteidigungsministerium neu geordnet und die Stellung der Staatssekretäre erheblich gestärkt hat. Er war bis zum 31. März 2012 in Kraft. Der Generalinspekteur war unterhalb der zivilen Leitung, also dem Verteidigungsminister und in seiner Abwesenheit den Staatssekretären als Inhaber der Befehls- und Kommandogewalt, in „herausgehobener Stellung“ die „zentrale militärische Instanz“.:1.2 der Anlage Nachgeordnet waren die fünf Inspekteure mit ihren Führungsstäben. Als ranghöchster Soldat der Bundeswehr war er ihr höchster militärischer Repräsentant und somit Vertreter der Bundeswehr in den internationalen Gremien, in denen die Chefs der Stäbe der Gesamtstreitkräfte verbündeter oder befreundeter Staaten zusammenkamen. Mit diesen war er vergleichbar, hatte jedoch nicht dieselbe Entscheidungsgewalt wie die Generalstabschefs anderer Nationen.
Eine weitere Neuerung war die Verantwortlichkeit des Generalinspekteurs für die Bundeswehrplanung und Einsatzfähigkeit der Streitkräfte. Dementsprechend wurden die Befugnisse der einzelnen Inspekteure verringert. Die Inspekteure waren zwar weiterhin verantwortlich für die Einsatzbereitschaft der ihnen unterstellten Verbände, allerdings „im Rahmen der ihnen hierfür zugeteilten Kräfte und Mittel und gebilligten Strukturen“.:2.2.2 der Anlage Dies bedeutete, dass der Generalinspekteur entschied, welche Ressourcen den einzelnen Teilstreitkräften und militärischen Organisationsbereichen zur Verfügung standen.
Die Stellung der Inspekteure der drei Teilstreitkräfte als truppendienstliche Vorgesetzte ihrer Befehlsbereiche blieb zwar bestehen, jedoch war der Generalinspekteur nun verantwortlich für „streitkräftebezogene ministerielle Fachaufgaben“ und gab die „streitkräftegemeinsamen Grundsätze“ vor. „Dies schließt grundsätzliche Vorgaben zur Ausgestaltung der Führung, der Ausbildung, der Inneren Führung und der politischen Bildung, zur Sicherstellung der Einsatzbereitschaft und zur Wahrnehmung der Materialverantwortung ein“.:2.1.2 der Anlage Durch diese Neuordnung der Befugnisse war es dem Generalinspekteur möglich, durch Ausbildung und Innere Führung entscheidend den Charakter der Streitkräfte zu prägen.
Zudem war der Generalinspekteur durch den Erlass seit 2005 verantwortlich für die Planung, Vorbereitung, Führung und Nachbereitung aller Einsätze der Bundeswehr.
Der Generalinspekteur der Bundeswehr hatte zwei Stellvertreter, von denen einer zugleich Inspekteur der Streitkräftebasis war.:2.1.4 der Anlage
Der Generalinspekteur wurde bei der Wahrnehmung seiner Aufgaben durch folgende Instanzen unterstützt::2.1.3 der Anlage
- Der Führungsstab der Streitkräfte (Fü S) unterstand ihm mit sieben Stabsabteilungen direkt und wurde von einem Chef des Stabes im Dienstgrad Generalmajor oder Konteradmiral koordiniert. Der Führungsstab der Streitkräfte war zugleich militärische Kommandobehörde, da er truppendienstliche und organisationsbereichsspezifische Angelegenheiten der Streitkräftebasis bearbeitete.
- Außerdem wurde er von den Inspekteuren und ihren Führungsstäben unterstützt und von drei Gremien beraten. Dies waren der Militärische Führungsrat, der Einsatzrat und der Rüstungsrat.[2]:3 der Anlage
  - Der Militärische Führungsrat setzt sich aus dem Generalinspekteur, der den Vorsitz führt, und den Inspekteuren zusammen. Zusätzlich nehmen der Stellvertreter des Generalinspekteurs sowie vom Vorsitzenden herangezogene Fachleute an den Sitzungen teil. Der Militärische Führungsrat befasst sich mit streitkräfteweiten Angelegenheiten von grundsätzlicher Bedeutung, wobei der Generalinspekteur letztlich in eigener Verantwortung abschließend entscheidet.
  - Als weiteres Gremium wurden im Einsatzrat Angelegenheiten des Einsatzes der Bundeswehr erörtert, für das Ministerium koordiniert und ansprechend der Leitung vorgetragen. Hier konnte also bei gegebener Unstimmigkeit über den Kopf des Generalinspekteurs hinweg entschieden werden. Im Einsatzrat waren die Inspekteure, der Hauptabteilungsleiter Rüstung, die Leiter der zivilen Abteilungen und der IT-Direktor gleichberechtigte Mitglieder.
  - Als drittes Gremium fungierte der Rüstungsrat, in dem Fragen der Rüstung, Material- und Ausrüstungsplanung und Vorschläge zum Haushalt und Finanzplanung des Ministeriums erörtert wurden.

### Dresdner Erlass 2012
Die Befugnisse des Generalinspekteurs wurden im Dresdner Erlass mit Wirkung vom 1. April 2012 neu geregelt. Er steht in der Nachfolge des Blankeneser Erlasses aus dem Jahr 1970. Der Berliner Erlass vom 21. Januar 2005 und andere wurden aufgehoben.
Mit dem Dresdner Erlass erhielt der Generalinspekteur die operativen Mittel und hierarchischen Befugnisse, mit denen er tatsächlich führen kann. Insgesamt sind die Befugnisse des Generalinspekteur heute mit denen oberster Soldaten der NATO-Verbündeten (Generalstabschefs) vergleichbar.
Die Streitkräfte sind dem Generalinspekteur „in jeder Hinsicht unterstellt“. Er ist unmittelbarer Vorgesetzter der Soldaten der Streitkräfte nach §1 Vorgesetztenverordnung.:II. 3.
Der Generalinspekteur ist Vorsitzender des Militärischen Führungsrates, in dem streitkräftegemeinsame Angelegenheiten von grundsätzlicher Bedeutung behandelt werden. Der Militärische Führungsrat dient der Willensbildung und der Entscheidungsvorbereitung für den Generalinspekteur. Dem Führungsrat stehen jedoch keine formalen Entscheidungskompetenzen zu.:II. 5.
Für die Planung, Vorbereitung, Führung und Nachbereitung von Einsätzen der Bundeswehr ist der Generalinspekteur ebenso verantwortlich. Er führte die Einsätze über die Abteilung „Strategie und Einsatz“ im Verteidigungsministerium sowie über das damalige Einsatzführungskommando der Bundeswehr. Alle Abteilungsleiter des Bundesministeriums der Verteidigung sind zur Zusammenarbeit mit dem Generalinspekteur verpflichtet.:III. 1.

### Änderungen auf Grund des Russischen Überfalls auf die Ukraine seit 2022
Auf Grund des Russischen Überfalls auf die Ukraine im Februar 2022 wurde zum 1. Oktober 2022 das Territoriale Führungskommando der Bundeswehr aufgestellt und dem Generalinspekteur unterstellt. Es war verantwortlich für die operative Führung nationaler Kräfte im Rahmen des Heimatschutzes, einschließlich der Amts- und Katastrophenhilfe sowie der zivil-militärischen Zusammenarbeit. Das Kommando bildete somit das operative Pendant zum Einsatzführungskommando der Bundeswehr.

### Osnabrücker Erlass 2024
Im April 2024 veröffentlichte das Verteidigungsministerium den Osnabrücker Erlass. Dieser ergänzt die zum 1. Februar 2024 neu eingenommene Struktur des BMVg sowie die am 4. April 2024 entschiedene neue Struktur der Bundeswehr durch Grundsätze für die Spitzengliederung und Führungsorganisation im Bundesministerium der Verteidigung und der Bundeswehr. Ziel des Osnabrücker Erlasses ist die ebenengerechte Aufgabenwahrnehmung, die eindeutige Festlegung der Rollen und Aufgaben, die Planung und operative Führung aus einer Hand und die Reduzierzung von Schnittstellen. Darüber hinaus sollen sich die Entscheidungs- und Abstimmungsprozessen maßgeblich an den Faktoren Schnelligkeit, Informationsüberlegenheit und Belastbarkeit orientieren.
Die Befugnisse des Generalinspekteur der Bundeswehr aus dem Dresdner Erlass wurden mit dem Osnabrücker Erlass bestätigt.
Organisatorisch wurde das 2022 aufgestellte Territoriale Führungskommando der Bundeswehr sowie das Einsatzführungskommando der Bundeswehr am 9. April 2025 zum Operatives Führungskommando der Bundeswehr zusammengeführt. Das Planungsamt der Bundeswehr wechselte wiederum mit dem 1. April 2025 zum neu aufgestellten Unterstützungskommando der Bundeswehr, während das Luftfahrtamt der Bundeswehr seit dem 1. Oktober 2024 dem Inspekteur der Luftwaffe unterstellt ist.

## Unmittelbar unterstellte Dienststellen
Dem Generalinspekteur sind folgende Dienststellen unmittelbar unterstellt:
- Bundesamt für den Militärischen Abschirmdienst (BAMAD)
- Operatives Führungskommando der Bundeswehr (OpFüKdoBw)
- Führungsakademie der Bundeswehr (FüAkBw)
- Zentrum Innere Führung (ZInFü)

Bis auf das Bundesamt für den Militärischen Abschirmdienst, welches eine zivile Bundesoberbehörde ist, gehören diese Dienststellen zu den Streitkräften.

### Ehemalige unterstellte Truppenteile
- Einsatzführungskommando der Bundeswehr (EinsFüKdoBw; am 9. April 2025 außer Dienst gestellt; Personal und Aufgaben werden durch das Operative Führungskommando übernommen)
- Luftfahrtamt der Bundeswehr (LufABw; seit dem 1. Oktober 2024 dem Inspekteur der Luftwaffe unterstellt)
- Planungsamt der Bundeswehr (PlgABw; seit dem 1. April 2025 dem Unterstützungskommando unterstellt)
- Territoriales Führungskommando der Bundeswehr (TerrFüKdoBw; am 9. April 2025 außer Dienst gestellt; Personal und Aufgaben werden durch das Operative Führungskommando übernommen)

## Besoldung
Der Generalinspekteur erhält gemäß Bundesbesoldungsordnung (BBesO) zusätzlich zum Grundgehalt der Besoldungsgruppe B10 (General bzw. Admiral, vier Sterne) eine Amtszulage. Seit 1. April 2022 beläuft sich das monatliche Grundgehalt in B10 auf brutto 14.626,52 €.

## Liste der Generalinspekteure der Bundeswehr
| Nr. | Dienstgrad und Name                     | Bild | Amtsbeginn        | Amtsende           | Unter Minister                                                                                              |
| --- | --------------------------------------- | ---- | ----------------- | ------------------ | --- |
| 1   | General Adolf Heusinger (Heer)          |      | 1. Juni 1957      | 31. März 1961      | Franz Josef Strauß (CSU)                                                                                    |
| 2   | General Friedrich Foertsch (Heer)       |      | 1. April 1961     | 31. Dezember 1963  | Franz Josef Strauß (CSU) Kai-Uwe von Hassel (CDU)                                                           |
| 3   | General Heinz Trettner (Heer)           |      | 1. Januar 1964    | 25. August 1966    | Kai-Uwe von Hassel (CDU)                                                                                    |
| 4   | General Ulrich de Maizière (Heer)       |      | 25. August 1966   | 31. März 1972      | Kai-Uwe von Hassel (CDU) Gerhard Schröder (CDU) Helmut Schmidt (SPD)                                        |
| 5   | Admiral Armin Zimmermann (Marine)       |      | 1. April 1972     | 30. November 1976  | Georg Leber (SPD)                                                                                           |
| 6   | General Harald Wust (Luftwaffe)         |      | 21. Dezember 1976 | 11. Dezember 1978  | Georg Leber (SPD)                                                                                           |
| 7   | General Jürgen Brandt (Heer)            |      | 12. Dezember 1978 | 31. März 1983      | Hans Apel (SPD) Manfred Wörner (CDU)                                                                        |
| 8   | General Wolfgang Altenburg (Heer)       |      | 1. April 1983     | 30. September 1986 | Manfred Wörner (CDU)                                                                                        |
| 9   | Admiral Dieter Wellershoff (Marine)     |      | 1. Oktober 1986   | 30. September 1991 | Manfred Wörner (CDU) Rupert Scholz (CDU) Gerhard Stoltenberg (CDU)                                          |
| 10  | General Klaus Naumann (Heer)            |      | 1. Oktober 1991   | 8. Februar 1996    | Gerhard Stoltenberg (CDU) Volker Rühe (CDU)                                                                 |
| 11  | General Hartmut Bagger (Heer)           |      | 8. Februar 1996   | 31. März 1999      | Volker Rühe (CDU) Rudolf Scharping (SPD)                                                                    |
| 12  | General Hans-Peter von Kirchbach (Heer) |      | 1. April 1999     | 30. Juni 2000      | Rudolf Scharping (SPD)                                                                                      |
| 13  | General Harald Kujat (Luftwaffe)        |      | 1. Juli 2000      | 30. Juni 2002      | Rudolf Scharping (SPD)                                                                                      |
| 14  | General Wolfgang Schneiderhan (Heer)    |      | 1. Juli 2002      | 26. November 2009  | Rudolf Scharping (SPD) Peter Struck (SPD) Franz Josef Jung (CDU) Karl-Theodor zu Guttenberg (CSU)           |
| 15  | General Volker Wieker (Heer)            |      | 21. Januar 2010   | 18. April 2018     | Karl-Theodor zu Guttenberg (CSU) Thomas de Maizière (CDU) Ursula von der Leyen (CDU)                        |
| 16  | General Eberhard Zorn (Heer)            |      | 19. April 2018    | 16. März 2023      | Ursula von der Leyen (CDU) Annegret Kramp-Karrenbauer (CDU) Christine Lambrecht (SPD) Boris Pistorius (SPD) |
| 17  | General Carsten Breuer (Heer)           |      | 17. März 2023     |                    | Boris Pistorius (SPD)                                                                                       |

Die Generalinspekteure Heusinger, Altenburg, Naumann und Kujat wurden nach ihrer Amtszeit noch Vorsitzende des NATO-Militärausschusses.

## Stellvertreter

Dienstflagge des Stellvertreters des Generalinspekteurs der Bundeswehr (seit 2004)

Der Generalinspekteur der Bundeswehr hat einen Stellvertreter im Rang eines Generalleutnants oder Vizeadmirals, der ihn vertritt, jedoch keine eigene ministerielle Instanz darstellt. (II. 2. Dresdner Erlass)
Er war seit seiner Einrichtung 1964 bis zum Jahr 2003 zugleich Inspekteur der Zentralen Militärischen Dienststellen der Bundeswehr.
Nachdem der Führungsstab der Streitkräfte und der Führungsstab der Streitkräftebasis 2003 fusioniert wurden, gab es mit dem Inspekteur der Streitkräftebasis einen zweiten Stellvertreter des Generalinspekteurs mit der Dienstbezeichnung Stellvertreter des Generalinspekteurs der Bundeswehr und Inspekteur der Streitkräftebasis. In seiner Eigenschaft als Stellvertreter stellte er ebenso keine ministerielle Instanz dar. Er war zugleich Inspekteur der Streitkräftebasis und damit truppendienstlicher Vorgesetzter der Streitkräftebasis und vertrat den Generalinspekteur bei der Führung der Streitkräfte. Ihm unterstanden u. a. das Referat für Rechtsberater und Universitäten der Bundeswehr. Zudem ist er Beauftragter für Reservisten- und Veteranenangelegenheiten der Bundeswehr.

### Liste der Stellvertreter des Generalinspekteurs der Bundeswehr
| Nr. | Dienstgrad und Name                           | Bild                          | TSK       | Amtsbeginn     | Amtsende       |  |
| --- | --------------------------------------------- | ----------------------------- | --------- | -------------- | -------------- |  |
| 1   | Generalleutnant Gustav-Adolf Kuntzen          |                               | Heer      | 1964           | 1967           |  |
| 2   | Generalleutnant Herbert Büchs                 |                               | Luftwaffe | 1967           | 1971           |  |
| 3   | Generalleutnant Bernd Freytag von Loringhoven |                               | Heer      | 1971           | 1973           |  |
| 4   | Generalleutnant Karl Schnell                  |                               | Heer      | 1973           | 1975           |  |
| 5   | Generalleutnant Harald Wust                   |                               | Luftwaffe | 1975           | 1976           |  |
| 6   | Generalleutnant Rüdiger von Reichert          |                               | Heer      | 1976           | 1978           |  |
| 7   | Generalleutnant Johannes Poeppel              |                               | Heer      | 1978           | 1979           |  |
| 8   | Generalleutnant Helmut Heinz                  |                               | Luftwaffe | 1979           | 1982           |  |
| 9   | Generalleutnant Walter Windisch               |                               | Luftwaffe | 1982           | 1985           |  |
| 10  | Generalleutnant Horst Jungkurth               |                               | Luftwaffe | 1985           | 1987           |  |
| 11  | Generalleutnant Siegfried Storbeck            |                               | Heer      | 1987           | 1991           |  |
| 12  | Generalleutnant Jürgen Schnell                |                               | Luftwaffe | 1991           | 1994           |  |
| 13  | Vizeadmiral Hans Frank                        |                               | Marine    | 1994           | 1999           |  |
| 14  | Generalleutnant Hartmut Moede                 |                               | Luftwaffe | 1999           | 2000           |  |
| 15  | Vizeadmiral Rainer Feist                      |                               | Marine    | Oktober 2000   | September 2002 |  |
| 16  | Generalleutnant Dirk Böcker                   |                               | Luftwaffe | Oktober 2002   | März 2005      |  |
| 17  | Generalleutnant Johann-Georg Dora             |                               | Luftwaffe | April 2005     | September 2010 |  |
| 18  | Generalleutnant Günter Weiler                 |                               | Heer      | September 2010 | April 2013     |  |
| 19  | Generalleutnant Peter Schelzig                |                               | Luftwaffe | Mai 2013       | September 2015 |  |
| 20  | Generalleutnant Markus Kneip                  |                               | Heer      | Oktober 2015   | Juli 2017      |  |
| 21  | Vizeadmiral Joachim Rühle                     |                               | Marine    | Juli 2017      | März 2020      |  |
| 22  | Generalleutnant Markus Laubenthal             |                               | Heer      | April 2020     | März 2024      |  |
| 23  | Generalleutnant Andreas Hoppe                 | Generalleutnant Andreas Hoppe | Luftwaffe | April 2024     | Juli 2025      |  |
| 24  | Generaloberstabsarzt Nicole Schilling         |                               | Luftwaffe | August 2025    |                |  |

## Zweiter Stellvertreter
Im Juli 2025 wurde bekannt, dass dem Generalinspekteur künftig zwei Stellvertreter zur Seite stehen sollen. Neben Generaloberstabsarzt Nicole Schilling soll dies Generalleutnant Alexander Sollfrank werden.